# Palaeorhiza nigrescens
Palaeorhiza nigrescens är en biart som beskrevs av Hirashima 1982. Palaeorhiza nigrescens ingår i släktet Palaeorhiza och familjen korttungebin. Inga underarter finns listade i Catalogue of Life.